# Pholcus anachoreta
Pholcus anachoreta là một loài nhện trong họ Pholcidae. Loài này có ở quần đảo Canaria.